# Spiraea dasyantha
Spiraea dasyantha är en rosväxtart som beskrevs av Aleksandr Andrejevitj Bunge. Spiraea dasyantha ingår i släktet spireor, och familjen rosväxter. Inga underarter finns listade i Catalogue of Life.

## Bildgalleri

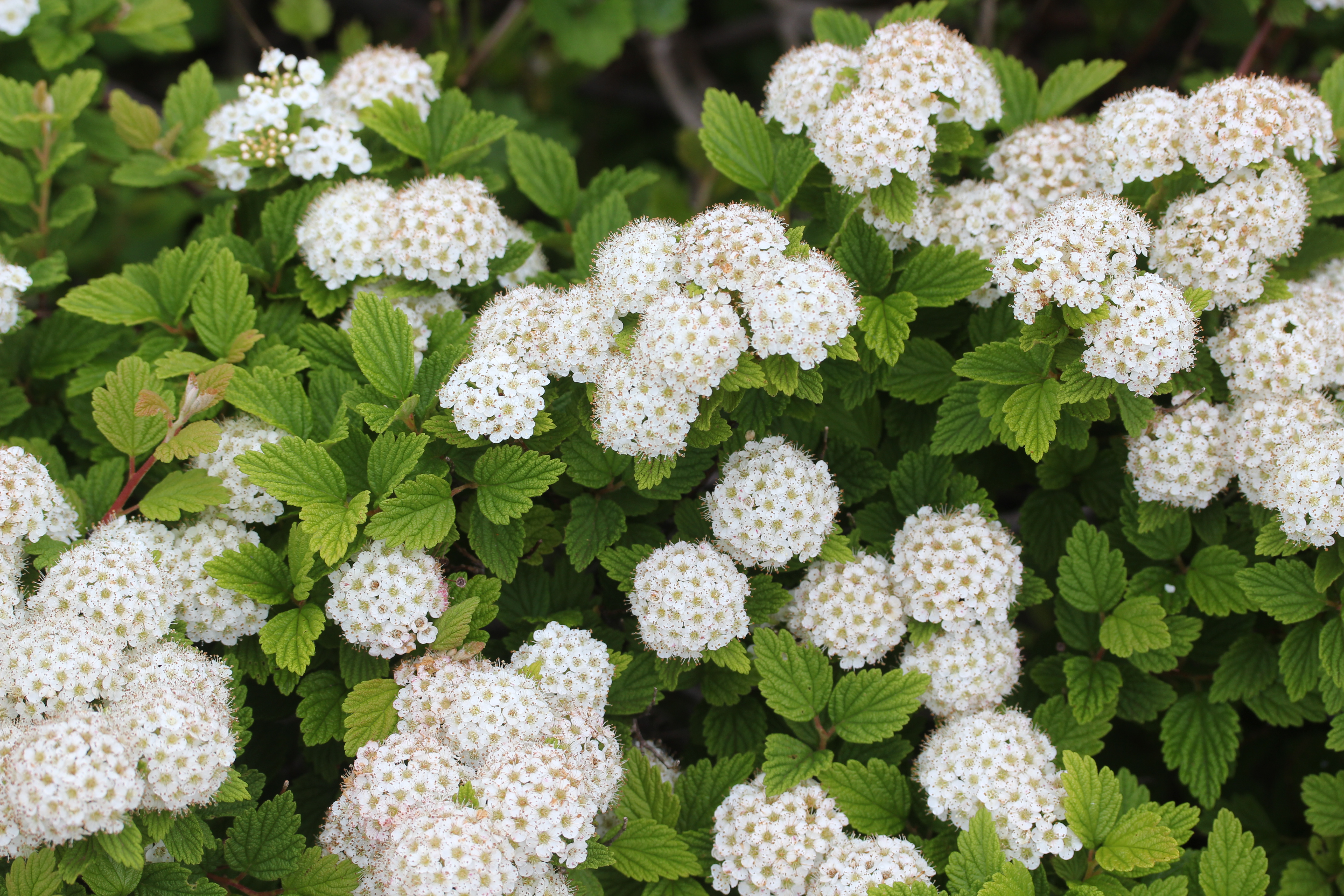